# Dysonia alipes
Dysonia alipes is een rechtvleugelig insect uit de familie sabelsprinkhanen (Tettigoniidae). De wetenschappelijke naam van deze soort is voor het eerst geldig gepubliceerd in 1844 door Westwood.
1. ↑  (en) Dysonia alipes op de IUCN Red List of Threatened Species.